# Grigori Mílnikov
Grigori Mijáilovich Mílnikov (en ruso: Григо́рий Миха́йлович Мы́льников; Yegorievka, RSFS de Rusia, 25 de mayo de 1919-Moscú, Unión Soviética, 26 de septiembre de 1979) fue un aviador militar soviético que combatió en la Segunda Guerra Mundial en la Fuerza Aérea Soviética (15.º Regimiento de Aviación de Asalto de la Guardia). En el curso de dicho conflicto recibió dos veces el título de Héroe de la Unión Soviética.

## Biografía

### Infancia y juventud
Grigori Mílnikov nació el 25 de mayo de 1919 en Yegorievka, una pequeña localidad rural situada en la gobernación de Vorónezh en la RSFS de Rusia (actualmente en el óblast de Kursk en Rusia), en el seno de una familia de campesinos rusos. En 1936, después de completar su séptimo año de escuela, asistió a una escuela de oficios en Vorónezh. Allí, se graduó de la escuela de comercio en 1938 y pasó a trabajar en una fábrica hasta que se graduó en el club de vuelo local en 1939, poco después, en diciembre de ese mismo año, ingresó en el Ejército Rojo.
En noviembre de 1940, después de graduarse en la Escuela de Pilotos de Aviación Militar de Borisoglebsk, fue asignado al 163.º Regimiento de Aviación de Reserva; de febrero a mayo de 1941 formó parte del 171.º Regimiento de Aviación de Cazas, y luego fue destinado brevemente al 169.º Regimiento de Aviación de Reserva hasta julio de 1941.

### Segunda Guerra Mundial
En julio de 1941, fue reasignado como piloto al 174.º Regimiento de Aviación de Asalto, al que se le otorgó la designación honorífica de guardias y se le cambió el nombre, en marzo de 1942, a 15.º Regimiento de Aviación de Asalto de la Guardia. Rápidamente fue ascendido de simple piloto a comandante de vuelo y continuó ascendiendo de rango, alcanzando el puesto de comandante de escuadrón antes de ser nominado para su primera Estrella de Oro de Héroe de la Unión Soviética.
Durante gran parte de la guerra, tuvo la tarea de eliminar objetivos en los alrededores de la sitiada ciudad de Leningrado y, a principios de 1943, participó en la Operación Chispa que supuso la ruptura parcial del bloqueo de la ciudad; en el transcurso de trece salidas de combate, eliminó diez vehículos, un depósito de municiones, cuatro vagones de ferrocarril, cuatro búnkeres y mató a más de 100 combatientes enemigos.
El 19 de marzo de 1943, mientras dirigían un grupo de cuatro aviones Il-2 en un ataque sobre un tramo de vía férrea, destruyeron quince vagones de tren y provocaron un retraso significativo en el tráfico de la línea. El 23 de septiembre de 1944, fue nominado para el título de Héroe de la Unión Soviética por haber realizado un total de 192 misiones de combate, que le fue otorgado el 23 de febrero de 1945; poco antes, el 14 de febrero de 1945, fue nominado a una segunda Estrella de oro por haber sumado 223 salidas de combate. Durante una misión el 21 de febrero de 1945, resultó gravemente herido después de que su Il-2 fuera alcanzado por un proyectil antiaéreo; aunque pudo realizar un aterrizaje de emergencia en los alrededores de Kreuzberg, la gravedad de sus heridas le obligó a permanecer ingresado en un hospital militar durante el resto de la guerra, donde se sometió a una craneotomía.
A lo largo de la guerra, luchó en una serie de batallas aéreas en las ofensivas de Leningrado, Nóvgorod, Víborg, Tallin, Prusia Oriental y otras áreas estratégicamente importantes integrado en los frentes Oeste, Briansk, Leningrado y el Tercer Frente Bielorruso. Al final del conflicto, había realizado un total de 226 misiones de combate a los mandos de un avión de ataque a tierra Ilyushin Il-2, destruyendo nueve tanques, siete aviones en tierra, cuatro depósitos de municiones, 58 vagones de ferrocarril, 73 posiciones de artillería antiaérea, 115 automóviles, 26 nidos de ametralladoras y más de 1000 combatientes enemigos.

### Posguerra

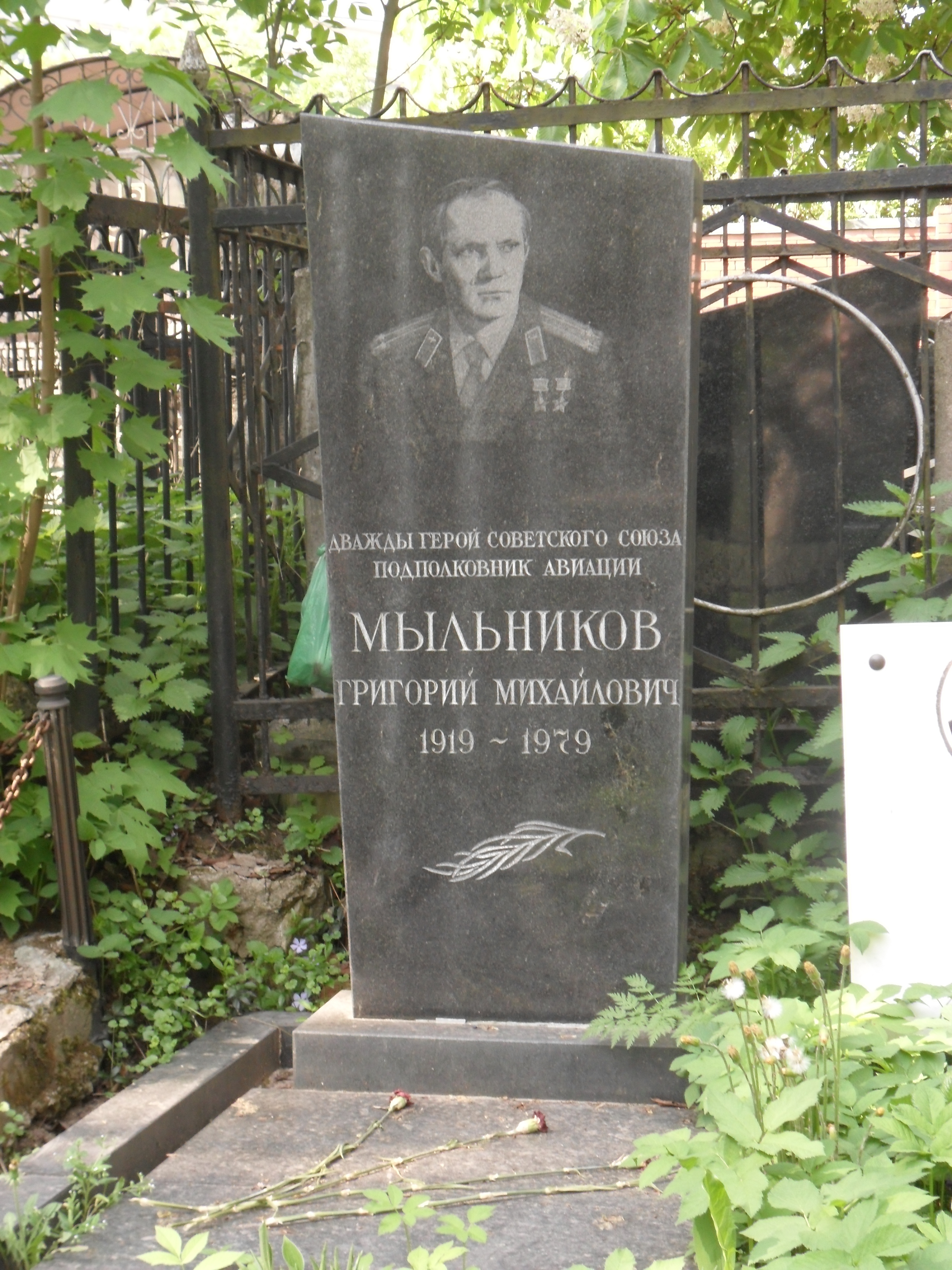
Tumba de Grigori Mílnikov en el cementerio de Vagánkovo en Moscú (Rusia)

Finalmente, fue dado de alta del hospital en agosto de 1945, pero como no pudo volver a volar por motivos de salud, tuvo que abandonar el servicio activo para ir a la reserva en noviembre. De 1948 a 1949 trabajó como ingeniero superior en el departamento de importaciones del Ministerio de Pesca. En 1954, después de graduarse en el Instituto de Economía Nacional que lleva el nombre de G.V. Plekhanov, pasó a ocupar varios puestos directivos; Inicialmente fue subgerente y luego director de partes de varios fideicomisos estatales de construcción, hasta 1958 cuando se convirtió en director de una tienda de comestibles en el distrito Zhdanovsky de Moscú. Al año siguiente trabajó como director del hotel Ostankino y de 1961 a 1962 dirigió una tienda general. Desde entonces hasta 1969 fue subdirector de varios restaurantes en el distrito Leningradsky de Moscú.
Vivió el resto de su vida en Moscú, donde murió el 26 de septiembre de 1979 y fue enterrado en el cementerio de Vagánkovo.

## Condecoraciones
A lo largo de su vida militar, Grigori Mílnikov recibió las siguientes condecoraciones
|  | Héroe de la Unión Soviética, dos veces (23 de febrero de 1945 y 19 de abril de 1945)                     |
|  | Orden de Lenin (23 de febrero de 1945)                                                                   |
|  | Orden de la Bandera Roja, tres veces (16 de agosto de 1942, 21 de junio de 1944 y 22 de febrero de 1945) |
|  | Orden de Alejandro Nevski (24 de marzo de 1943)                                                          |
|  | Orden de la Guerra Patria de 1.er grado (12 de septiembre de 1944)                                       |
|  | Orden de la Estrella Roja (19 de diciembre de 1941)                                                      |
|  | Medalla Conmemorativa por el Centenario del Natalicio de Lenin «Al valor militar»                        |
|  | Medalla por la Defensa de Leningrado                                                                     |
|  | Medalla por la Victoria sobre Alemania en la Gran Guerra Patria 1941-1945                                |
|  | Medalla Conmemorativa del 20.º Aniversario de la Victoria en la Gran Guerra Patria de 1941-1945          |
|  | Medalla Conmemorativa del 30.º Aniversario de la Victoria en la Gran Guerra Patria de 1941-1945          |
|  | Medalla por la Conquista de Königsberg                                                                   |
|  | Medalla al Trabajador Veterano                                                                           |
|  | Medalla del 50.º Aniversario de las Fuerzas Armadas de la URSS                                           |
|  | Medalla del 60.º Aniversario de las Fuerzas Armadas de la URSS                                           |